# 宗教多元主義

様々な宗教のシンボルマーク

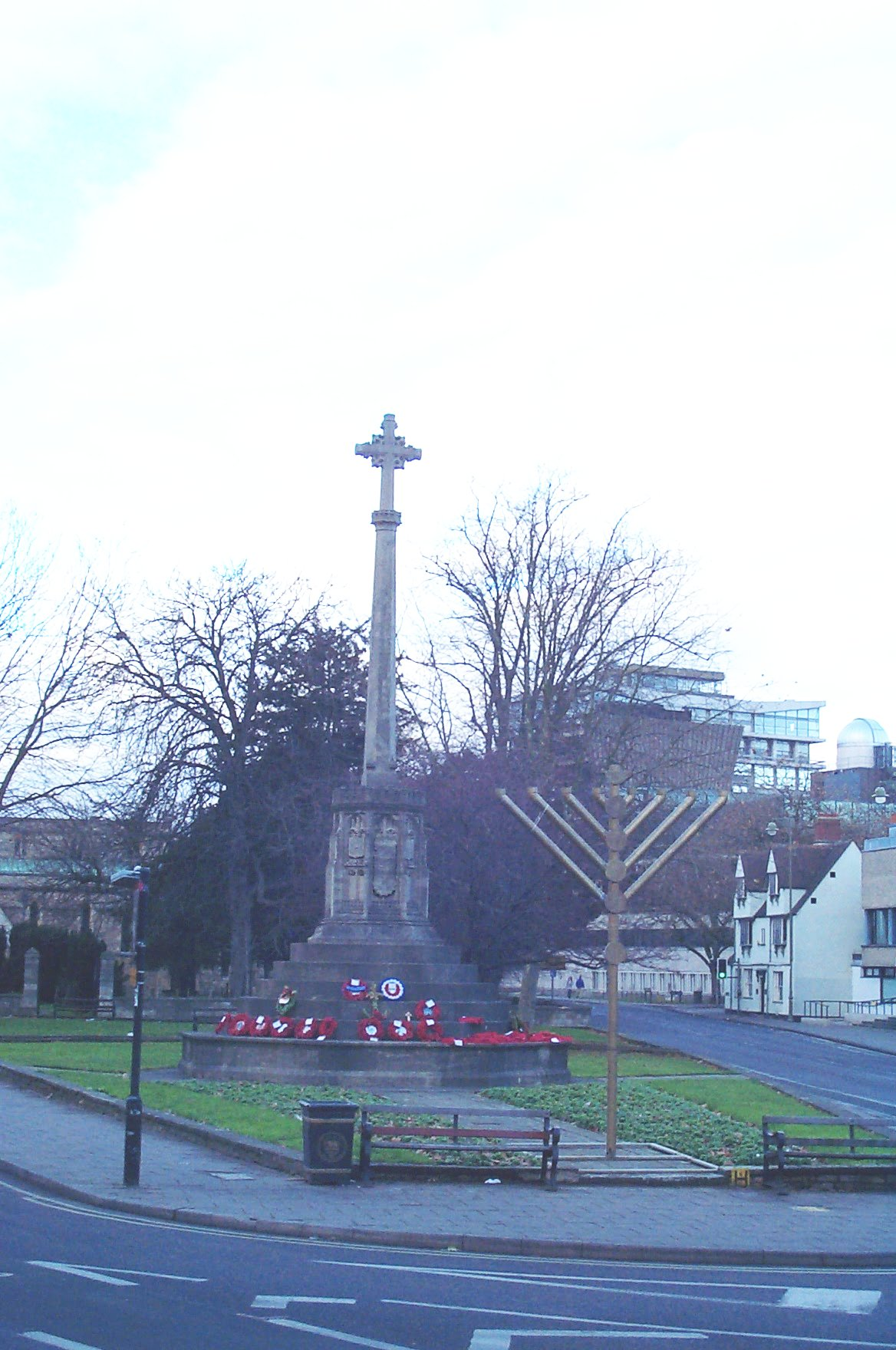

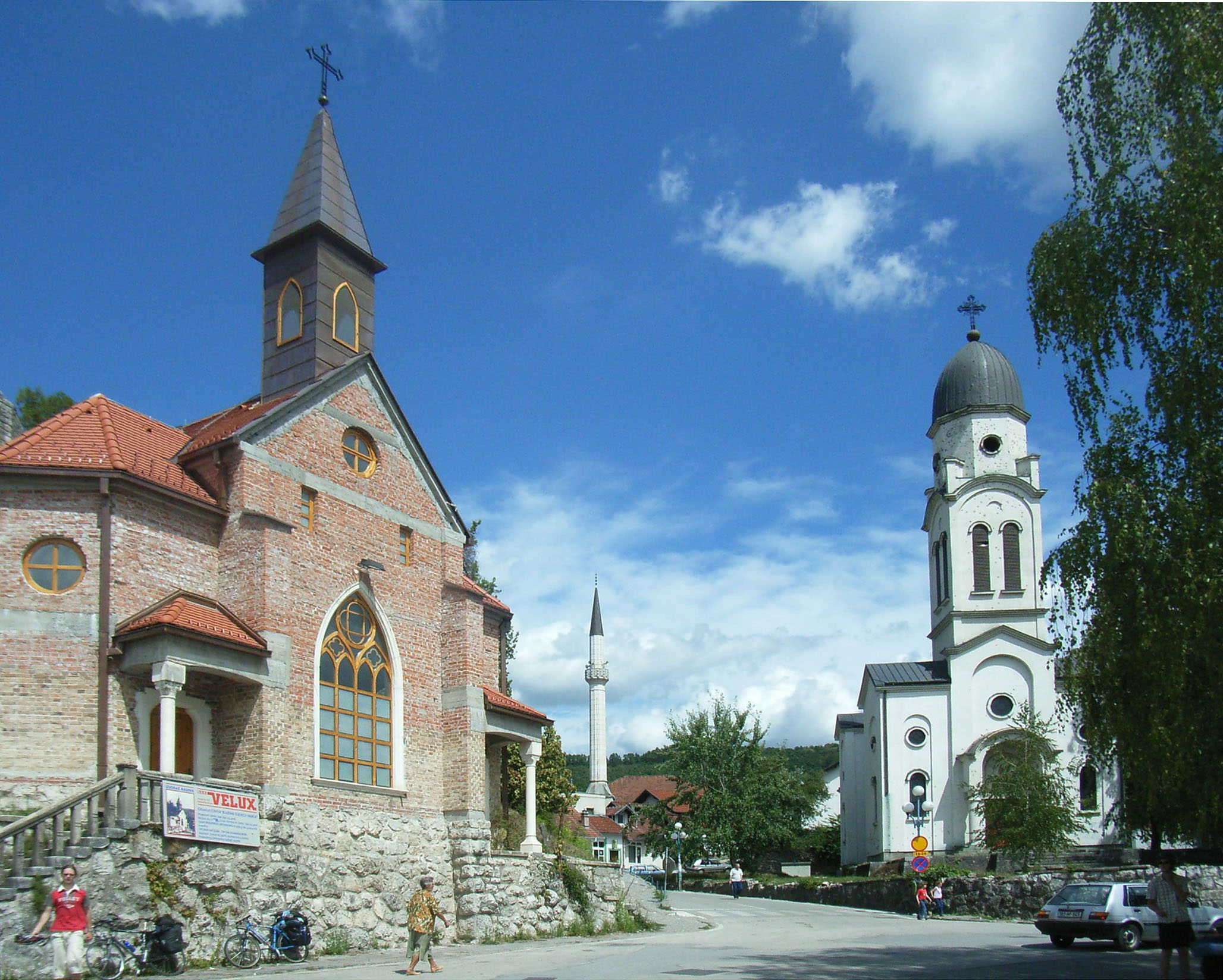

宗教多元主義（しゅうきょうたげんしゅぎ、英: Religious pluralism）とは、さまざまな宗教が同じ社会に存在することを認め、お互いの価値を認めながら共存していこうとする宗教的態度、思想である。

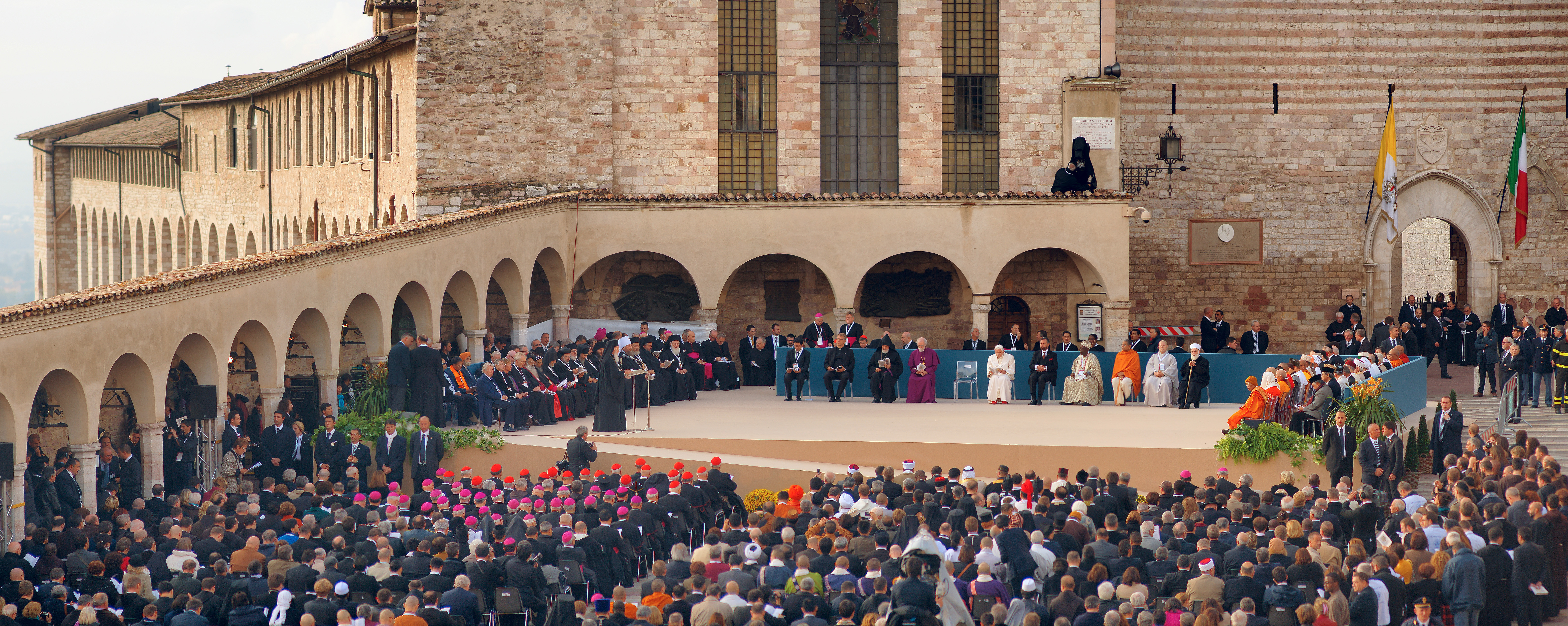

ある宗教間の真実の主張に関して、単一の宗教的視点が他のすべてに優ることはないと主張するだけでなく、宗教間で異なる真実について平等に肯定的な主張をしているときのみ、宗教的多元主義者であると認められる。

## 概要
この思想では、諸宗教は、宗教的な「実在」に対する異なる仕方での応答の形であるとみなされ、それぞれの宗教の信者がその信仰の枠組みの中において救済にあずかっているのだとされる。諸宗教は対立的な関係ではなく、相互補完的なものであるとみなされる。また、「○○教」という固定化された枠組みに当てはまらない多重層的なシンクレティズムなども共存の対象である。

## 歴史
宗教多元主義はキリスト教、イスラーム、ユダヤ教、仏教、ヒンドゥー教、その他の諸宗教では一般的な思想ではなかった。これらの宗教では互いに自己を絶対化し、無価値なものと決め付ける（宗教的排他主義）か、あくまでも自己の宗教の枠内において他宗教の価値を認める（宗教的包括主義）のが通常だった。
しかし近現代に入り世界の一体化が進む中で、宗教間対話や他宗教に対する理解が進み、宗教の多元性を唱える動きがさまざまな宗教の内部で現れた。

## ジョン・ヒック
イギリスの宗教哲学者ジョン・ヒックはキリスト教出身の哲学者で、宗教多元論の主唱者として最もよく知られている。もともとは伝統的な福音主義者であったが、文化的・宗教的な多様性が現に存在しているという事実を、神の愛と一致させる問題を考えることを通じて、次第に多元論へと向かっていった。ジョン・ヒックはキリスト中心主義から神を中心とし、唯一の神のまわりをキリスト教を含めた諸宗教がまわる神中心主義を唱え、従来のキリスト教からパラダイムシフトを起こし、ルビコン川を渡った。
今でもいわゆる排他主義的な思想を採用している宗教者の中には、宗教多元論を激しく攻撃する者もある。排他主義と多元主義の論争は、今日多くの宗教の中に見られる現象である。キリスト教やイスラム教における論争がよく知られているが、それは一神教に特有なものではなく、仏教やヒンドゥー教などの多神教においても見られる（ただし仏教が多神教であるか否かについては議論が分かれる。仏教は天界の神々を認めるけれども、宇宙を創造した唯一絶対の神を認めないからである）。

## 日本
ジョン・ヒックの説いた宗教多元論は多くのものに影響を与えた。日本では作家の遠藤周作が、晩年の作品『深い河』にその影響を窺わせており、本人も『「深い河」創作日記』の中でそれを認めている。
キリスト教（プロテスタント）の福音派は、偶像崇拝や性的自由を認めるこの宗教多元主義を否定している。
各国の他宗教に対する寛容性において、日本は最低レベルである。プロテスタント国家とされるアメリカ、カトリックが多いとされるブラジル、ムスリムが多いとされるパキスタンは相対的に寛容である。
|                | 他宗教の信者を信頼する(%) | 他宗教の信者も道徳的(%) | 他宗教の信者と隣人になりたくない(%) | 移民・外国人労働者と隣人になりたくない(%) |
| -------------- | ------------------------- | ----------------------- | ----------------------------------- | ----------------------------------------- |
| アメリカ合衆国 | 69.0%                     | 79.8%                   | 3.4%                                | 13.8%                                     |
| ブラジル       | 57.5%                     | 79.1%                   | 3.4%                                | 2.6%                                      |
| パキスタン     | 26.7%                     | 48.8%                   | 23.8%                               | 20.9%                                     |
| インド         | 50.0%                     | 60.7%                   | 28.4%                               | 47.1%                                     |
| 中国           | 9.1%                      | 13.5%                   | 9.2%                                | 12.2%                                     |
| 日本           | 10.1%                     | 12.6%                   | 32.6%                               | 36.3%                                     |

79.8%のアメリカ人、79.1%のブラジル人が他宗教の信者も道徳的と回答しており、他宗教に肯定的な宗教的包括主義または多元主義的見解を持っている。一方で日本人の12.6%が他宗教の信者も道徳的と回答しており、多数の日本人が他宗教の信者が不道徳であるとの認識を示しており宗教的排他主義が多数派である。